# 우편번호
우편번호(郵便番號)는 우편물 발송시 주소별 구분을 편리하게 하기 위하여 사용하는 일종의 코드로, 일정한 기준에 따라 주소를 숫자로 변환한 것이다. 대한민국에서는 1970년 7월 1일부터 사용하기 시작했다. 각 나라별로 독자적인 체계의 우편번호를 이용하고 있다.

## 세계의 우편번호

### 대한민국
대한민국의 우편번호는 1970년 7월 1일에 도입된 우편번호 제도로, 1988년과 2015년에 두 차례 크게 개편되었다. 우편번호는 '㉾'로 표기한다.

#### 2015년 이전 우편번호
다음은 2015년 8월 1일 우편번호 개편 이전의 우편번호이다.
| 번대 | 지역                                             |
| ---- | ------------------------------------------------ |
| 000  | 함경남도, 함경북도                               |
| 100  | 서울특별시                                       |
| 200  | 강원도                                           |
| 300  | 대전광역시, 세종특별자치시, 충청남도, 충청북도   |
| 400  | 인천광역시, 경기도                               |
| 500  | 광주광역시, 전라남도, 전라북도                   |
| 600  | 부산광역시, 울산광역시, 경상남도, 제주특별자치도 |
| 700  | 대구광역시, 경상북도                             |
| 800  | 황해도                                           |
| 900  | 평안남도, 평안북도                               |

#### 2015년 이후 우편번호
2015년 8월 1일부터 국가기초구역에 부여된 5자리 구역번호인 국가기초구역번호를 우편번호로 사용한다.

### 일본
3자리의 발송용 번호와 4자리의 숫자를 이용한다. 〒100-0000은 도쿄도 지요다구의 우편번호이다.

### 미국
Postal code(postcode) 혹은 ZIP code라고 불리는 독자적인 형식의 우편번호 양식을 사용하고 있다. 일반적으로 5자리의 발송용 번호(ZIP)로 대표되는 지역을 세분화하여 4자리의 숫자를 추가할 수 있도록 해놓았다.

### 영국
5자리에서 7자리 내외의 문자나 숫자를 이용한 우편번호를 사용한다.

### 독일
지역을 나타내는 2자리의 숫자와 3자리의 발송용 번호를 사용한다.

### 캐나다
문자와 숫자를 모두 이용한 발송용 번호 3자리와 배달용 번호 3자리를 조합하여 사용한다.

### 오스트레일리아
주 혹은 준주를 나타내는 한자리의 숫자와 발송용 번호 3자리를 조합해 이용한다.

## 같이 보기
- 주소 - 우편번호는 일반적으로 주소에 쓰인다.